# Kim Cattrall
Kim Victoria Cattrall (Liverpool, 21 augustus 1956) is een Canadese actrice en schrijfster van Britse afkomst.
Het gezin waar zij uit voortkwam telde nog drie andere kinderen. Toen ze nog geen jaar oud was emigreerde het gezin naar Canada. Op haar elfde toen haar Engelse grootmoeder ziek werd, keerde het gezin echter weer terug. Vanaf die tijd nam ze les aan de London Academy of Music and Dramatic Art (LAMDA).
Bij het grote publiek werd Cattrall onder meer bekend van films uit de jaren tachtig zoals Porky's en Mannequin, en vanaf eind jaren negentig als Samantha Jones in de serie Sex and the City.

## Carrière
Cattrall begon haar carrière op 16-jarige leeftijd toen ze haar thuis verliet om alleen te gaan leven in New York. Daar volgde zij een opleiding aan de American Academy of Dramatic Arts. Na de voltooiing van de opleiding tekende ze een 5-jarig filmcontract met de regisseur Otto Preminger. Een jaar later kocht Universal Studios dit contract af en werd zij een van de laatste deelnemers aan het Universal Contract Player System. Haar deelname aan dit project was een grote stap voorwaarts in haar carrière. Gedurende haar tijd bij Universal had zij gastrollen in diverse televisieprogramma's uit diverse genres. Na haar televisiewerk vond ze al snel de weg naar het witte doek. Zij speelde een tegenrol van Jack Lemmon in de film Tribute, die genomineerd was voor een Oscar. Het daaropvolgende jaar speelde ze in de kritisch ontvangen film Ticket to Heaven. Haar vroege succes was een indicatie wat komen ging: zij werd een zeer succesvolle actrice en speelde vele hoofdrollen in kaskrakers.
Als Samantha Jones in Sex and the City verkreeg Kim Cattrall internationale erkenning voor het neerzetten van sexy en hitsige femme fatale. Haar timing en charisma leidde dat de HBO-serie tot een internationaal succes werd uitgebouwd. Ze speelde ook een rolletje in een stomende reclame voor het kortlopende Pepsi-product Pepsi One. Haar filmcarrière ging door tijdens het werk voor Sex and the City, toen zij een rol speelde in de film Crossroads met Britney Spears. Er gaan geruchten dat Cattrall een groot salaris eiste voor de serie en dat haar stroeve relatie met mede-hoofdrolspeelster Sarah Jessica Parker het einde betekende voor de serie.
Ze schreef ook een boek over het vrouwelijk orgasme dat dankzij haar populariteit in de serie een succes werd. Dit boek Satisfaction of the female orgasm, werd in Amerika een bestseller. Sinds 2005 heeft ze een nieuw boek uit, genaamd Sexual Intelligence. Dit gaat over het ontstaan van seks, en hoe het allemaal een taboe is geworden.

## Filmografie
- Rosebud (1975) - Joyce Donnovan
- Good Against Evil (Televisiefilm, 1977) - Linday Isley
- Quincy, M.E. Televisieserie - Joy DeReatis (Afl., Let Me Light the Way, 1977)
- Deadly Harvest (1977) - Susan Franklin
- Logan's Run Televisieserie - Rama II (Afl., Half Life, 1977)
- Switch Televisieserie - Kapitein Judith Pierce (Afl., Dancer, 1977)
- The Hardy Boys/Nancy Drew Mysteries Televisieserie - Marie Claire (Afl., Voodoo Doll: Part 1 & 2, 1978)
- What Really Happened to the Class of '65? Televisieserie - Rol onbekend (Afl., The Girl Nobody Knew, 1978)
- Columbo: How to Dial a Murder (Televisiefilm, 1978) - Joanne Nicholls
- The Bastard (Televisiefilm, 1978) - Anne Ware
- Starsky and Hutch Televisieserie - Emily Harrison (Afl., Blindfold, 1978)
- The Paper Chase Televisieserie - Karen Clayton (Afl., Da Da, 1978)
- Family Televisieserie - Susan Madison (Afl., Just Friends, 1978)
- The Incredible Hulk Televisieserie - Gabrielle White (Afl., Kindred Spirits, 1979)
- How the West Was Won Televisieserie - Dolores/Teresa Perez (Afl., The Slavers, 1979)
- The Rebels (Televisiefilm, 1979) - Anne Kent
- Vega$ Televisieserie - Prinses Zara (Afl., The Visitor, 1979)
- The Night Rider (Televisiefilm, 1979) - Regina Kenton
- Trapper John, M.D. Televisieserie - Prinses Allya (Afl., The Surrogate, 1979)
- Crossbar (Televisiefilm, 1979) - Katie Barlow
- Charlie's Angels Televisieserie - Sharon (Afl., Angels at the Altar, 1979)
- Scruples (Mini-serie, 1980) - Melanie Adams
- The Gossip Columnist (Televisiefilm, 1980) - Dina Moran
- Hagen Televisieserie - Rol onbekend (Afl., Nightmare, 1980)
- Tribute (1980) - Sally Haines
- Ticket to Heaven (1981) - Ruthie
- Porky's (1982) - Honeywell
- Tucker's Witch Televisieserie - Amanda Tucker (Afl., Unaired Pilot, 1982)
- Trapper John, M.D. Televisieserie - Amy West (Afl., You Pays Your Money, 1982)
- Tales of the Gold Monkey Televisieserie - Whitney Bunting (Afl., Naka Jima Kill, 1983)
- Police Academy (1984) - Cadet Karen Thompson
- Sins of the Past (Televisiefilm, 1984) - Paula Bennett
- Turk 182! (1985) - Danny Boudreau
- City Limits (1985) - Wickings
- Hold-Up (1985) - Lise
- Big Trouble in Little China (1986) - Gracie Law
- Mannequin (1987) - Ema 'Emmy' Hesire
- Palais Royale (1988) - Odessa Muldoon
- Masquerade (1988) - Brooke Morrison
- Midnight Crossing (1988) - Alexa Schubb
- The Return of the Musketeers (1989) - Justine de Winter
- La famiglia Buonanotte (1989) - Tante Eva
- Honeymoon Academy (1990) - Chris Nelson
- The Bonfire of the Vanities (1990) - Judy McCoy
- Star Trek VI: The Undiscovered Country (1991) - Luitenant Valeris
- Miracle in the Wilderness (Televisiefilm, 1992) - Dora Adams
- Double Vision (Televisiefilm, 1992) - Caroline/Lisa
- Split Second (1992) - Michelle
- Wild Palms (Mini-serie, 1993) - Paige Katz
- Angel Falls Televisieserie - Genna Harrison (Afl. onbekend, 1993)
- Dream On Televisieserie - Jeannie (Afl., The Homecoming Queen, 1994)
- Breaking Point (1994) - Allison Meadows
- Running Delilah (Televisiefilm, 1994) - Delilah
- Two Golden Balls (Televisiefilm, 1994) - Sydnie
- OP Center (Televisiefilm, 1995) - Jane Hood
- Above Suspicion (1995) - Gail Cain
- The Heidi Chronicles (Televisiefilm, 1995) - Susan
- Live Nude Girls (1995) - Jamie
- Where Truth Lies (1996) - Racquel Chambers
- Unforgettable (1996) - Kelly
- Every Woman's Dream (Televisiefilm, 1996) - Liz Wells
- The Outer Limits Televisieserie - Rebecca Highfield (Afl., Re-Generation, 1997)
- Exception to the Rule (1997) - Carla Rainer
- Rugrats Televisieserie - Melinda Finster (Afl., Mother's Day, 1997)
- Duckman: Prive Dick/Family Man Televisieserie - Tami Margulies (Afl., The Tami Show, 1997, stem)
- Creature (Televisiefilm, 1998) - Dr. Amanda Mayson
- Modern Vampires (Televisiefilm, 1998) - Ulrike
- Baby Geniuses (1999) - Robin
- 36 Hours to Die (Televisiefilm, 1999) - Kim Stone
- Sex and the Matrix (2000) - Samantha Jones
- 15 Minutes (2001) - Cassandra
- Crossroads (2002) - Caroline
- Sex and the City Televisieserie - Samantha Jones (94 afl., 1998-2004)
- The Devil and Daniel Webster (2004) - Constance Hurry
- The Simpsons Televisieserie - Chloe Talbot (Afl., She Used to Be My Girl, 2004, stem)
- Ice Princess (2005) - Tina Harwood
- Him and Us (Televisiefilm, 2006) - Freddie Lazarus
- The Tiger's Tail (2006) - Jane O'Leary
- My Boy Jack (Televisiefilm, 2007) - Caroline Kipling
- Sex and the City: The Movie (2008) - Samantha Jones
- Producing Parker Televisieserie - Dee (13 afl., 2009)
- The Ghost Writer (2010) - Amelia Bly
- Sex and the City 2 (2010) - Samantha Jones
- Any Human Heart (2010) - Gloria Scabius (Miniserie - 2 episodes)
- Who Do You think You Are ? (2011) - Zichzelf (Episode: "Kim Cattrall")
- Upstairs Downstairs Abbey (2011) - Gravin van Grantham (Red Nose Day 2011, telethon sketch
- Sensitive Skin (2013-2016) - Davina Jackson (Hoofdrol, 12 episodes)
- The Witness for the Prosecution (2016) - Emily French (Miniserie - 2 episodes)
- Modus (2017) - US President Helen Tyler (Seizoen 2)
- How I Met Your Father (2022-)